# Johann Friedrich Wilhelm Jerusalem
Johann Friedrich Wilhelm Jerusalem est un théologien luthérien, né le 22 novembre 1709 à Osnabruck et mort le 2 septembre 1789. 

## Biographie
Il fut chargé par le duc de Brunswick de l'éducation de son fils, et fut aumônier et prédicateur de la cour. Il s'occupa avec succès de l'éducation de la jeunesse, donna le plan du Collegium Carolinum de Brunswick et fonda dans l'abbaye de Riddagshausen un séminaire dont il eut longtemps la direction. 

## Œuvres
On a de lui des Lettres sur la religion de Moïse (1762), des Considérations sur les vérités de la religion (1785), un Recueil de sermons estimés (1788-89), et des Écrits posthumes, Leips., 1793.

## Source
Cet article comprend des extraits du Dictionnaire Bouillet. Il est possible de supprimer cette indication, si le texte reflète le savoir actuel sur ce thème, si les sources sont citées, s'il satisfait aux exigences linguistiques actuelles et s'il ne contient pas de propos qui vont à l'encontre des règles de neutralité de Wikipédia.